# Vilviestre del Pinar
Vilviestre del Pinar – gmina w Hiszpanii, w prowincji Burgos, w Kastylii i León, o powierzchni 33,9 km². W 2011 roku gmina liczyła 656 mieszkańców.